# 一本〆
一本〆（いっぽんじめ）は、日本のイネの品種名および銘柄名。新潟県の早生酒米品種である。

## 概要
「五百万石」の強稈化と耐冷性の強化を目指して育成された。短稈で耐倒伏性はやや強い。「五百万石」と比べて初期吸水率が高いため、酒造特性は「五百万石」に勝るとされる。 
1981年、新潟県農業試験場（新潟県農業総合研究所 作物研究センター）で、酒米新品種として「豊盃」と「五百万石」を人工交配。1988年、系統名「新潟酒28号」。1993年、奨励品種に採用。2001年、高知県の早生酒造好適米「風鳴子」の交配品種。2007年、石川門（石川酒52号:新潟酒28号の交配品種）が品種登録申請。品種名は、さわやかできりっとした新潟の清酒に向いた酒米を意味するとされる。 
- 交配系譜

| 豊盃 | 豊盃 | 豊盃 | 豊盃 | 豊盃                 | 豊盃 |  |  | 五百万石 | 五百万石 | 五百万石 | 五百万石 | 五百万石 | 五百万石 |  |  |  |  |  |  |
| 豊盃 | 豊盃 | 豊盃 | 豊盃 | 豊盃                 | 豊盃 |  |  | 五百万石 | 五百万石 | 五百万石 | 五百万石 | 五百万石 | 五百万石 |  |  |  |  |  |  |
|      |      |      |      |                      |      |  |  |          |          |          |          |          |          |  |  |  |  |  |  |
|      |      |      |      | 一本〆（新潟酒28号） |      |  |  |          |          |          |          |          |          |  |  |  |  |  |  |